# Calocoris fasciativentris
Calocoris fasciativentris är en insektsart som beskrevs av Carl Stål 1862. Calocoris fasciativentris ingår i släktet Calocoris och familjen ängsskinnbaggar.

## Underarter
Arten delas in i följande underarter:
- C. f. fasciativentris
- C. f. imitator